# Moderación de contenido

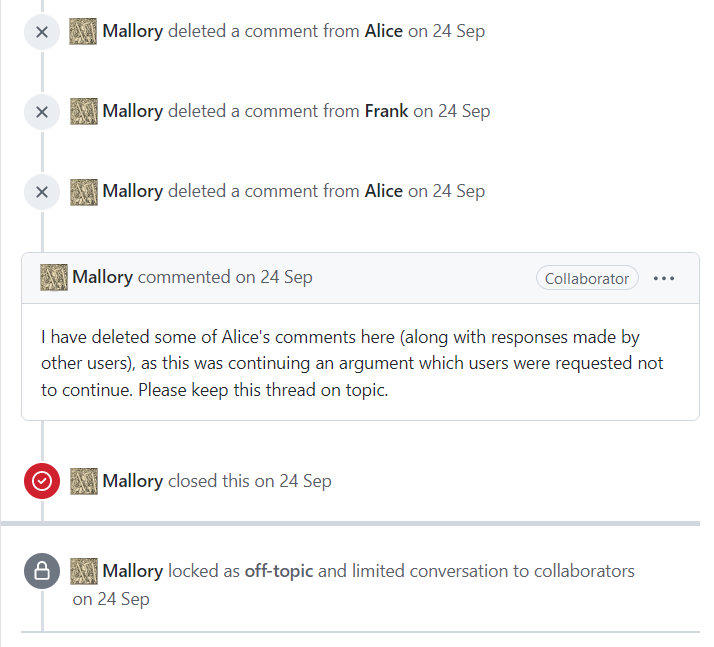
Ejemplo de un hilo moderado en GitHub

Moderación de contenido (Content-Moderation) significa la influencia de los proveedores de diversos servicios sobre el contenido de los medios en las redes sociales, foros de Internet, servicios en la nube, sistemas de gestión de contenido y otros sistemas de tecnología de la información. Las tareas de un moderador de contenido incluyen eliminar y bloquear contenido, así como filtrar, organizar y evaluar información y datos. La moderación de contenido es parte de la gestión de contenido y, a menudo, también de la gestión de la comunidad en línea. Su propósito es prevenir ciertos aspectos del delito cibernético y eliminar contenido que viole la prohibición de distribución. Esto debe distinguirse del trabajo de investigación criminal, por ejemplo en Darknet, con fines de enjuiciamiento penal.
La moderación de contenido comercial (Commercial Content Moderation: CCM) es un término acuñado por Sarah T. Roberts para describir la práctica de "supervisar y examinar el contenido generado por el usuario (UGC) para plataformas de redes sociales de todo tipo, a fin de garantizar que el contenido cumpla con los requisitos legales y reglamentarios, pautas del sitio/comunidad, acuerdos de usuario y que se encuentra dentro de las normas de gusto y aceptabilidad para ese sitio y su contexto cultural".

## Contenido moderado
Los grandes proveedores de servicios de Internet como Facebook, Google, Twitter y YouTube contratan a los llamados "moderadores de contenido comercial" para eliminar o bloquear contenido cuestionable. El contenido que se eliminará incluye, entre otros, crimen, tortura, violencia, asesinato y suicidio, incitación al odio y ciberacoso, terrorismo, crueldad animal, violación y abuso infantil. Se estima que hay varios cientos de miles de moderadores de contenido en todo el mundo que son responsables de la eliminación de contenido. En Alemania, más de 1.000 moderadores de contenido trabajan juntos en Berlín y Essen, quienes verifican y, si es necesario, eliminan las entradas que violan los estándares de Facebook o la Ley de cumplimiento de la red. Las corporaciones, sin embargo, subcontratan el trabajo principalmente  en los países en desarrollo y emergentes, donde la gente trabaja por salarios bajos.
La actividad del moderador de contenido está siendo reemplazada cada vez más por inteligencia artificial o preordenada y reducida por sistemas automatizados como los filtros de carga. 

## Condiciones de trabajo de los moderadores
El documental The Cleaners retrata, por ejemplo, las condiciones de trabajo inseguras y los contratos de trabajo a corto plazo (trabajo temporal) de los moderadores en Filipinas, donde trabaja la mayoría de los moderadores de contenido. El aburrimiento se produce en el trabajo porque se deben realizar muchas actividades monótonas (síndrome de aburrimiento) y el contenido ofensivo también puede provocar disgusto y estrés mental. Los moderadores de contenido también deben poder reaccionar rápidamente.
Los empleados deben firmar un acuerdo de confidencialidad y no se les permite hablar sobre su trabajo. Los moderadores de contenido encuentran trabajo en agencias de relaciones públicas, centros de llamadas, en las propias empresas, centros especiales de borrado o webs de coordinación como Amazon Mechanical Turk. Sin embargo, los trabajos permanentes son preferidos por los empleados por razones legales. Las empresas especializadas en el campo son, por ejemplo, TaskUS, MicroSourcing y Arvato.  

## Seguridad laboral
En 2006, grandes empresas de TI como Facebook, Microsoft y Twitter formaron la Technology Coalition (Coalición de Tecnología) en los Estados Unidos para tomar medidas contra la pornografía infantil delictiva y el abuso sexual infantil en Internet. La asociación fundó, entre otras cosas, la Crimes Against Children Conference (CACC) (Conferencia sobre delitos contra los niños) y desarrolló pautas de seguridad ocupacional (Guía de resiliencia para empleados) para los empleados que se enfrentan a contenido delictivo en su trabajo.

### Críticas y demandas a Facebook
Facebook contrata a algunos empleados a través de empresas, incluidas Accenture, Arvato, Cognizant, CPL Resources y Genpact, para actuar como moderadores de contenido, revisando el contenido potencialmente problemático publicado tanto en Facebook como en Instagram. Muchos de estos contratistas enfrentan expectativas poco realistas, duras condiciones de trabajo y exposición constante a contenido perturbador, incluida la violencia gráfica, el maltrato animal y la pornografía infantil .   El empleo del contratista depende de lograr y mantener una puntuación de 98 en una escala de 100 puntos en una métrica conocida como "precisión". Caer por debajo de un puntaje de 98 puede resultar en el despido . Algunos han informado sobre el trastorno de estrés postraumático (TEPT) derivado de la falta de acceso a la consejería, junto con las expectativas implacables y el contenido violento que se les asigna para revisar.
El moderador de contenido Keith Utley, que trabajaba para Cognizant, sufrió un ataque al corazón durante el trabajo en marzo de 2018; la oficina carecía de un desfibrilador y Utley fue transportado a un hospital donde murió. Selena Scola, una empleada del contratista Pro Unlimited, Inc., demandó a su empleador después de que desarrolló PTSD como resultado de la "exposición constante y absoluta a imágenes altamente tóxicas y extremadamente perturbadoras en el lugar de trabajo". En diciembre de 2019, el exempleado de CPL, Chris Gray, inició acciones legales en el Tribunal Superior de Irlanda, reclamando daños y perjuicios por el trastorno de estrés postraumático experimentado como moderador, el primero de más de 20 casos pendientes estimados. En febrero de 2020, los empleados de Tampa, Florida, presentaron una demanda contra Facebook y Cognizant alegando que desarrollaron TEPT y problemas de salud mental relacionados como resultado de la exposición constante y absoluta a contenido perturbador.
En febrero de 2020, los comisionados de la Unión Europea criticaron los planes que tiene Facebook para lidiar con las condiciones laborales de quienes están contratados para moderar contenido en la plataforma de redes sociales.
Facebook acordó resolver una demanda colectiva por $ 52 millones el 12 de mayo de 2020, que incluyó un pago de $1,000 a cada uno de los 11.250 moderadores de la clase, con compensación adicional disponible para el tratamiento del PTSD y otras condiciones resultantes de los trabajos.  Se planteó también una demanda contra TikTok.

## Regulación de internet
Las representaciones de conflictos armados y actos de violencia a menudo se eliminan o censuran. Algunos ven la privatización del control por parte de las principales plataformas de Internet como una amenaza a la libertad de expresión y la democracia.
Se acusa a las corporaciones de evadir sus responsabilidades digitales al subcontratar trabajo por bajos salarios en países en desarrollo y emergentes y de intentar crear un mundo ilusorio. La moderación de contenido también se puede utilizar para publicar noticias falsas, censurar Internet o para otros fines de manipulación.